# Kanton Fort-de-France-1
Kanton Fort-de-France-1 is een voormalig kanton van het Franse departement Martinique. Kanton Fort-de-France-1 maakte deel uit van het arrondissement Fort-de-France en telde 6.846 inwoners (2007). Het werd zoals alle kantons van Martinique opgeheven op 1 januari 2016.

## Gemeenten
Het kanton Fort-de-France-1 omvatte de volgende gemeente:
- Fort-de-France (deels)